# Ed Wynn
Isaiah Edwin Leopold (Filadélfia, 9 de novembro de 1886 - Beverly Hills, 19 de junho de 1966), mais conhecido como Ed Wynn, foi um ator e comediante americano, conhecido por seu personagem de comédia Perfect Fool, seu programa de rádio pioneiro dos anos 1930 e sua carreira posterior como ator dramático.

## Biografia
Wynn nasceu Isaiah Edwin Leopold na Filadélfia, Pensilvânia. Seu pai, Joseph, que fabricava e vendia chapéus para mulheres, nasceu na Boêmia. Sua mãe, Minnie Greenberg, de ascendência romena e turca, veio de Istambul. Wynn estudou na Central High School, na Filadélfia, até os 15 anos. Ele fugiu de casa na adolescência, trabalhou como vendedor de chapéus e como garoto utilitário e, eventualmente, adaptou seu nome do meio "Edwin" ao seu novo nome artístico, "Ed Wynn", para salvar sua família do constrangimento de ter um comediante humilde como parente.

## Início de carreira
Wynn começou sua carreira em vaudeville em 1903 e foi uma estrela de Ziegfeld Follies a partir de 1914. Wynn escreveu, dirigiu e produziu muitos shows da Broadway nas décadas subsequentes, e era conhecido por seus figurinos e adereços tolos, bem como pela voz risonha e vacilante que ele desenvolveu para a revista musical de 1921, The Perfect Fool.

## Rádio

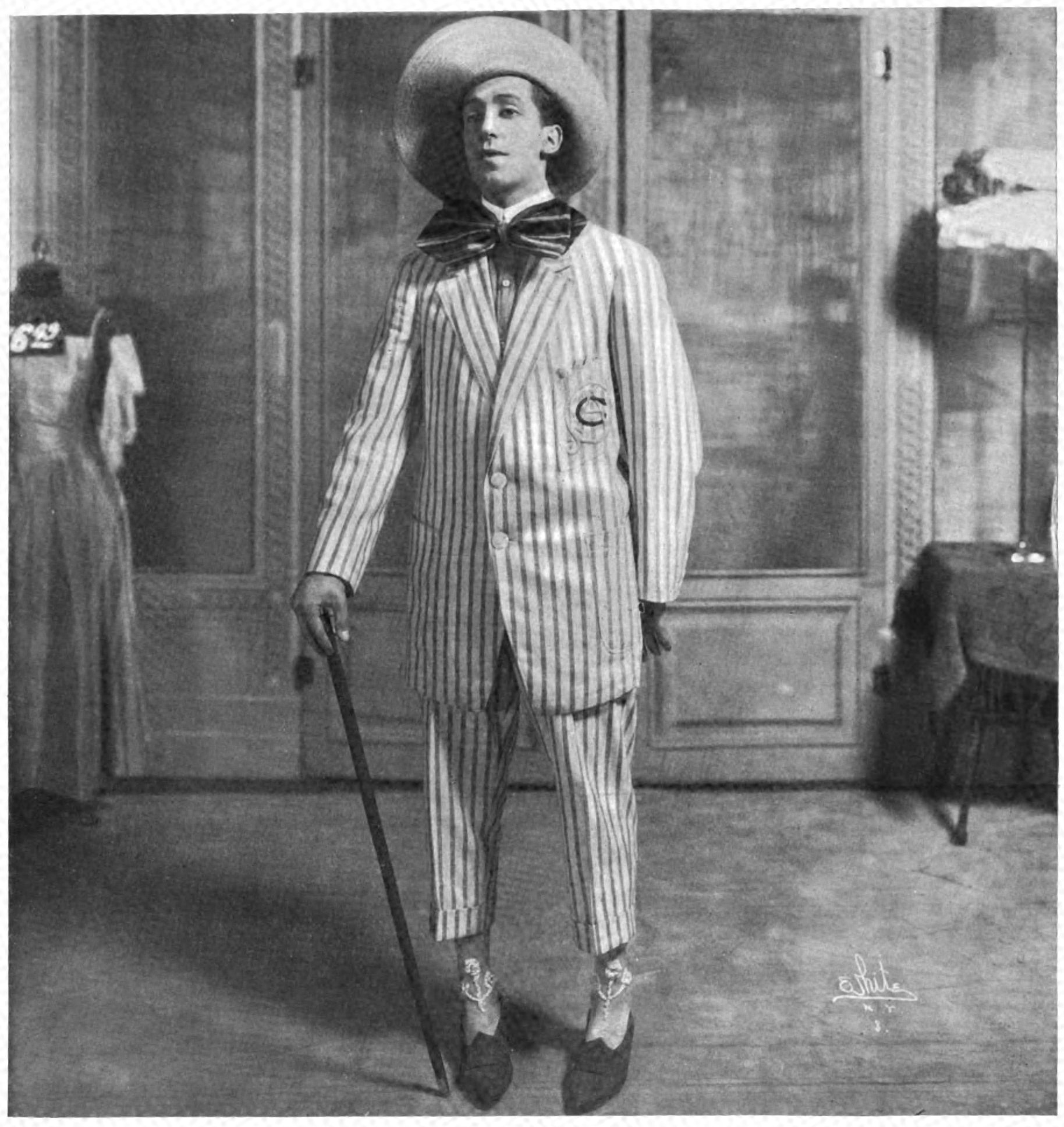
Ed Wynn como "Mr. Busybody" 1908

No início dos anos 30, Wynn apresentou o popular programa de rádio The Fire Chief, ouvido na América do Norte nas noites de terça-feira, patrocinado pela Texaco Gasoline. Como muitos ex-intérpretes de vaudeville que se voltaram para o rádio na mesma década, Wynn, treinado em palco, insistia em tocar para um público de estúdio ao vivo, fazendo cada programa como um show de palco real, usando bits visuais para aumentar seu material escrito e, no seu caso., vestindo um traje colorido com um capacete de bombeiro vermelho. Ele geralmente fazia piadas com o locutor Graham McNamee, a abertura habitual de Wynn, "Hoje à noite, Graham, o programa vai ser diferente", tornou-se uma das frases mais familiares de seu tempo; uma piada de exemplo: "Graham, meu tio acabou de comprar um novo carro usado ... ele chama Baby! Eu não sei, não vai a lugar nenhum sem um chocalho! "
Wynn reprisou seu personagem de rádio Fire Chief em dois filmes, Follow the Leader (1930) e The Chief (1933). Perto do auge de sua fama no rádio (1933), ele fundou sua própria rede de rádio de curta duração, o Amalgamated Broadcasting System, que durou apenas cinco semanas, quase falindo o comediante. Segundo a historiadora de rádio Elizabeth McLeod, o empreendimento fracassado deixou Wynn profundamente endividado, divorciado e, finalmente, sofrendo um colapso nervoso.
Foi oferecido a Wynn o papel-título na adaptação cinematográfica da MGM de 1939 de O Mágico de Oz, mas a recusou, assim como seu contemporâneo de Ziegfeld, W. C. Fields. O papel foi para Frank Morgan.

## Televisão
Ed Wynn apareceu pela primeira vez na televisão em 7 de julho de 1936 em um breve anúncio com Graham McNamee durante uma transmissão experimental da NBC na televisão. Na temporada de 1949 a 1950, Wynn hospedou um dos primeiros programas de televisão da CBS na rede, e ganhou o Peabody Award e o Emmy Award em 1949. Buster Keaton, Lucille Ball e The Three Stooges fizeram aparições com Wynn. Este foi o primeiro programa de televisão da CBS a ser originário de Los Angeles, que foi visto ao vivo na costa oeste, mas filmado via cinescópio para distribuição no Centro-Oeste e Leste, já que o cabo coaxial nacional ainda não havia sido concluído. Wynn também foi apresentador rotativo do Four Star Revue da NBC, de 1950 a 1952.
Após o final da terceira série de televisão de Wynn, The Ed Wynn Show (uma comédia de curta duração na programação da NBC de 1958 a 1959), seu filho, o ator Keenan Wynn, o encorajou a fazer uma mudança de carreira em vez de se aposentar. O comediante relutantemente começou uma carreira como ator dramático na televisão e no cinema. Pai e filho apareceram em três produções, a primeira das quais foi a transmissão de 1956 da Playhouse 90 da peça de Rod Serling, Requiem for a Heavyweight. Ed tinha pavor de agir de maneira direta e continuava brincando com suas falas nos ensaios. Quando os produtores quiseram demiti-lo, o ator Jack Palance disse que desistiria se demitissem Ed. Na noite de transmissão ao vivo, Wynn surpreendeu a todos com sua performance perfeita e seus rápidos anúncios para cobrir seus erros. Uma dramatização do que aconteceu durante a produção foi encenada mais tarde como um episódio de abril de 1960 da Westinghouse Desilu Playhouse, "O Homem do Fato Engraçado", estrelado por Wynns pai e filho, com figuras-chave envolvidas na produção original também se apresentando. Ed e seu filho também trabalharam juntos no filme de Jose Ferrer, O Grande Homem, com Ed novamente provando suas habilidades inesperadas no drama.

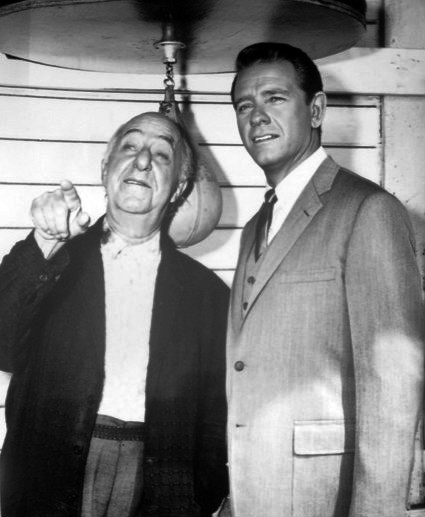
Wynn (esquerda) e Richard Crenna (direita) em Slattery's People, 1964.

O Requiem estabeleceu Wynn como um ator dramático sério que poderia facilmente se manter com os melhores. Sua atuação no Diário de Anne Frank (1959) recebeu uma indicação ao Oscar de Melhor Ator Coadjuvante.
Também em 1959, Wynn apareceu na série de TV de Serling, The Twilight Zone, em "One for the Angels". Serling, um admirador de longa data, escreveu esse episódio especialmente para ele, e Wynn no final de 1963 estrelou o episódio "Noventa Anos Sem Dormir". Pelo resto de sua vida, Wynn habilmente mudou entre papéis cômicos e dramáticos. Ele apareceu em longas-metragens e televisão, conquistando novas gerações de fãs.

## Desenhos animados
Wynn foi caricaturado nos curta-metragens de Merrie Melodies, Shuffle Off to Buffalo (1933) e I've Got Sing Sing Torch Song (1933), e como um pote de geleia no curta Betty Boop, Betty in Blunderland (1934).

## Filmes
Ele apareceu como o Padrinho das Fadas na Cinderfella de Jerry Lewis. Sua atuação como Paul Beaseley no filme de 1958, The Great Man, lhe rendeu indicações ao Globo de Ouro de "Melhor Ator Coadjuvante" e ao BAFTA de "Melhor Ator Estrangeiro". No ano seguinte, ele recebeu sua primeira (e única) indicação ao Oscar de Melhor Ator Coadjuvante por seu papel como Sr. Dussell no Diário de Anne Frank (1959). Seis anos depois, ele apareceu no épico bíblico A Maior História de Todos os Tempos.

## Disney
Wynn fez a voz do Chapeleiro Maluco no filme de Walt Disney, Alice no País das Maravilhas e interpretou o Fabricante de Brinquedos ao lado de Annette Funicello e Tommy Sands no filme de Natal de opereta Babes in Toyland, lançado em 1961.
Possivelmente, sua aparição no cinema mais lembrada foi em Mary Poppins (1964), de Walt Disney, na qual ele interpretou o excêntrico tio Albert flutuando logo abaixo do teto, em uma alegria incontrolável, cantando "Eu amo rir".
Reorganizando a equipe da Disney no ano seguinte, em That Darn Cat! (1965), com Dean Jones e Hayley Mills, Wynn preencheu o personagem de Hofstedder, o joalheiro de relógios com seu charme desastrado. Ele também teve breves papéis em The Absent Minded Professor (como chefe dos bombeiros, em uma cena ao lado de seu filho Keenan Wynn, que interpretou o antagonista do filme) e Son of Flubber (como agente agrícola do condado AJ Allen). Sua performance final, como Rufus em The Gnome-Mobile, da Walt Disney, foi lançada alguns meses após sua morte.
Além dos filmes da Disney, Wynn também foi ator na produção da Disneyland The Golden Horseshoe Revue.

## Morte

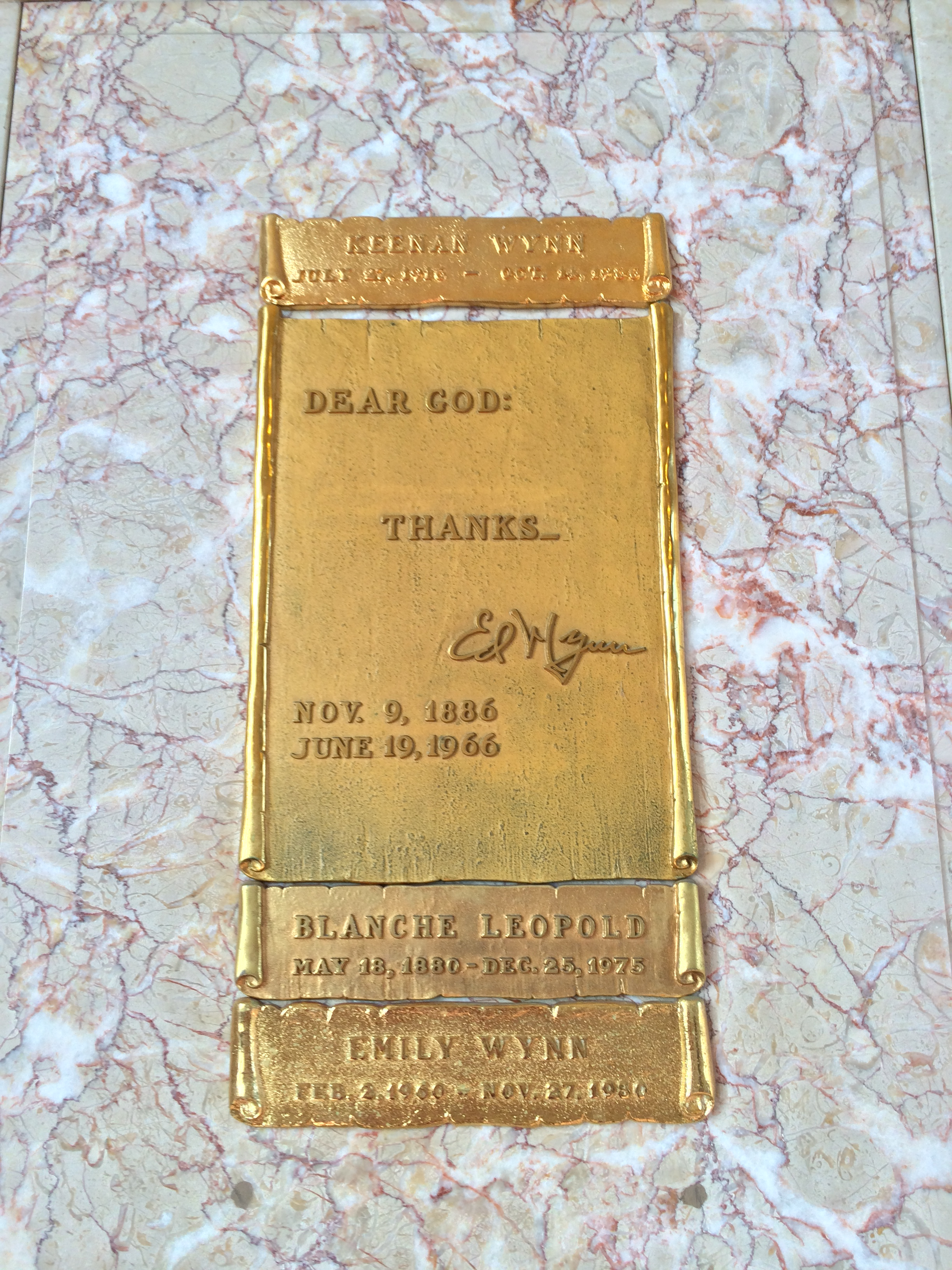
O nicho de Ed Wynn, no Grande Mausoléu, Forest Lawn Glendale.

Wynn morreu em 19 de junho de 1966 em Beverly Hills, Califórnia, de câncer de esôfago, aos 79 anos. Ele está enterrado no Forest Lawn Memorial Park, em Glendale, no The Great Mausoleum, no Daffodil Corridor, no Columbarium of the Dawn, ao lado de seu filho Keenan Wynn, sua neta Emily Wynn (13 de fevereiro de 1960 - 27 de novembro de 1980), que morreu de lúpus, e sua cunhada, Blanche Einstein Leopold (18 de maio de 1880 - 26 de dezembro de 1973).
Segundo sua neta Hilda Levine, Walt Disney, que morreu alguns meses depois, serviu como um de seus portadores de caixões. Red Skelton, que foi descoberto por Wynn, declarou: "Sua morte é a primeira vez que ele deixa alguém triste".

## Legado
A voz distinta de Wynn foi deliberadamente imitada por Alan Tudyk para o personagem King Candy no filme de animação da Disney Wreck-It Ralph por Daws Butler para o personagem de Wally Gator e por Paul Frees para os personagens de "Captain Peachfuzz", também chamado de Peter Peachfuzz em Rocky e Bullwinkle, e também Fred, o leão, uma das características de George of the Jungle - ou seja, o segmento Super Chicken.
Wynn foi nomeado postumamente como uma lenda da Disney em 10 de agosto de 2013.

## Broadway e filmes
- O Diácono e a Dama (1910) - musical - ator / intérprete
- Ziegfeld Follies of 1914 (1914) - revista - ator
- Ziegfeld Follies of 1915 (1915) - revista - ator
- The Passing Show of 1916 (1916) - revista - ator
- Sometime (1918) - peça - ator
- Ed Wynn's Carnival (1920) - revista - compositor, letrista, escritor e intérprete / ator
- The All-Star Idlers of 1921 (1921) - revista - ator
- The Perfect Fool (1921) - revista - compositor, letrista, escritor, diretor e ator / intérprete
- The Grab Bag (1924) - revista - produtor, compositor, letrista, escritor e ator / intérprete
- Manhattan Mary (1927) - musical - ator no papel de "Crickets"
- Rubber Heels (1927) - ator (como Homer Thrush)
- Simple Simon (1930) - musical - co-escritor e ator
  - Reviveu em 1931 (também foi produtor, além dos papéis acima)
- Follow the Leader (1930) - ator (como Crickets)
- The Laugh Parade (1931) - revista - produtor, co-escritor, diretor, criador e ator / ator principal
- Turn Back the Clock (1933) - ator (como Cigar Shop Customer), sem créditos
- The Chief (1933) - ator (como Henry Summers)
- Sonho de uma Noite de Verão (1935) - ator, sem créditos
- Alice Takat (1936) - peça - produtor
- Viva o quê! (1937) - musical - ator no papel de "Chuckles"
- Boys and Girls Together (1940) - revista - produtor, co-roteirista, criador, diretor e ator / artista
- Morose Thoughts (1941) - revista - produtor, co-autor e ator de livro
- Ria, cidade, ria! (1942) - revista - produtor, escritor e diretor
- Stage Door Canteen (1943) - ele mesmo (Ed Wynn)
- Alice no País das Maravilhas (1951) - dublador (como Mad Hatter)
- O Grande Homem (1956) - ator (como Paul Beaseley)
- Marjorie Morningstar (1958) - ator (como tio Samson)
- Wagon Train (1959) - Episódio "The Cappy Darrin Story" - Ator (como Cappy Darrin)
- O Diário de Anne Frank (1959) - ator (como Fritz Pfeffer )
- Episódio de Twilight Zone "One for the Angels" (1959) - ator (como Lou Bookman)
- Cinderfella (1960) - ator (como o padrinho das fadas)
- The Absent-Minded Professor (1961) - ator (como Chefe dos Bombeiros)
- Babes in Toyland (1961) - ator (como The Toy Maker)
- Rawhide TV (1961) - (Vinte e cinco papais noéis)
- O Som do Riso (1962) - ator (como apresentador e narrador)
- Episódio de Twilight Zone " Ninety Years Without Slumbering " (1963) - ator (como Sam Forstmann)
- Son of Flubber (1963) - ator (como agente do Departamento de Agricultura)
- The Patsy (1964) - ator (como Ed Wynn)
- Mary Poppins (1964) - ator (como Tio Albert)
- Dear Brigitte (1965 filme) - ator (como The Captain and Narrator)
- Aqueles Calos (1965) - ator (como Ed Parker)
- Bonanza episódio "The Ponderosa Birdman" (1965) - ator (como Professor Phineas T. Klump)
- A Maior História de Todos os Tempos (filme de 1965) - ator (como Old Aram)
- Aquele maldito gato! (1965) - ator (como Mr. Hofstedder)
- The Daydreamer (1966) - dublador (como The Emperor)
- The Gnome-Mobile (1967) - ator (como Rufus) - lançado após sua morte